# Cestrus arcuatorius
Cestrus arcuatorius là một loài tò vò trong họ Ichneumonidae.